# 지브롤터의 기

지브롤터의 기 비율 1:2

지브롤터의 기는 1982년 11월 8일에 제정되었다. 지브롤터의 기는 카스티야의 여왕이었던 이사벨 1세가 1502년 7월 10일에 승인한 문장을 바탕으로 한 디자인이다.
하얀색과 빨간색 두 가지 색의 가로 줄무늬로 구성되어 있는데 하얀색 바탕 가운데에는 세 개의 탑으로 구성된 빨간색 2층 성곽이 그려져 있으며 성곽의 문 아래에는 빨간색 바탕에 금색 열쇠가 놓여 있다.

## 그 외의 기

정부기
상선기
총독기

## 역대 지브롤터의 기

정부기 (1875-1921년)
정부기 (1921-1939년)
정부기 (1939-1999년)
총독기 (1875-1939년)
총독기 (1939-1982년)

## 같이 보기
- 영국의 기 목록